# Malaconotidae
Los malaconótidos (Malaconotidae) son una familia de especies de aves paseriformes de tamaño mediano pequeño. En el pasado se clasificaron como miembros de la familia Laniidae, de los alcaudones, pero ahora son consideradas suficientemente distintas como para ser separadas de ese grupo como una familia  aparte, Malaconotidae.
Este es un grupo de aves africanas que se encuentran en los matorrales o en arboledas abiertas. Tienen hábitos similares a los de los alcaudones, ya que cazan insectos y otras presas pequeñas desde una atalaya en un arbusto. Aunque de constitución similar a la de los alcaudones, los miembros de Malaconotidae tienden a ser especies coloridas, o bien mayoritariamente negras.
Algunas especies de Malaconotidae tienen exhibiciones llamativas. Los machos de los Dryoscopus erizan las plumas sueltas de la obispillo y del bajovientre para parecer casi una pelota.
Estas son aves fundamentalmente insectívoras de bosque o matorral. Ponen hasta 4 huevos en nidos en forma de cuenco que hacen en árboles.

## Lista de especies en orden taxonómico
- Género Nilaus
  - Nilaus afer - brubrú
- Género Dryoscopus
  - Dryoscopus gambensis - cubla del Gambia
  - Dryoscopus pringlii - cubla de Pringle
  - Dryoscopus cubla - cubla dorsinegra
  - Dryoscopus senegalensis - cubla senegalesa
  - Dryoscopus angolensis - cubla patirrosada
  - Dryoscopus sabini - cubla de Sabine
- Género Tchagra
  - Tchagra minuta - chagra marismeña
  - Tchagra senegala - chagra de Senegal
  - Tchagra australis - chagra coroniparda
  - Tchagra jamesi - chagra de James
  - Tchagra tchagra - chagra de El Cabo.
- Género Laniarius - (unas 15 especies, 1 posiblemente extinta)
- Género Chlorophoneus (antes en Malaconotus)
  - Chlorophoneus kupeensis - bubú del Kupé;
  - Chlorophoneus multicolor - bubú multicolor;
  - Chlorophoneus nigrifrons - bubú frentinegro;
  - Chlorophoneus olivaceus - bubú oliváceo;
  - Chlorophoneus bocagei - bubú de Bocage;
  - Chlorophoneus sulfureopectus - bubú azufrado;
- Género Telophorus (antes en Malaconotus)
  - Telophorus viridis - bubú verde
  - Telophorus dohertyi - bubú de Doherty
  - Telophorus zeylonus - bubú silbón;
  - Telophorus cruentus - bubú pechirrosado.
- Género Malaconotus
  - Malaconotus cruentus - gladiador cruento;
  - Malaconotus lagdeni - gladiador de Lagden;
  - Malaconotus gladiator - gladiador pechiverde;
  - Malaconotus blanchoti - gladiador cabecigrís;
  - Malaconotus monteiri - gladiador de Monteiro;
  - Malaconotus alius - gladiador de las Uluguru.